# Halflife (ep)
Halflife is de tweede ep en derde cd van de gothic metal band Lacuna Coil, uitgebracht in 2000 door Century Media. Op 25 juli, 2005 werd deze ep door Century Media samengevoegd met Lacuna Coils andere ep Lacuna Coil en zo opnieuw uitgebracht als The EPs.
Halflife is de eerste cd van Lacuna Coil met de huidige bezetting. Deze ep was de opwarmer voor Lacuna Coils tweede album Unleashed Memories, waarop ook een licht geremixte versie van Senzafine verscheen. Hoewel de zang evenals op de eerste ep licht etherisch klinkt, is het geluid van de band veel zwaarder en minder liefelijk dan gebruikelijk in het gothic metal circuit.
Het nummer Stars is een cover van de Engelse alternatieve band Dubstar. Het origineel verscheen in 1995 als single van Dubstars album Disgraceful.

## Nummers
1. "Halflife" - 5:01
2. "Trance Awake" - 2:00
3. "Senzafine" - 3:56
4. "Hyperfast" - 4:57
5. "Stars" - 4:37

## Bezetting
- Cristina Scabbia - zang
- Andrea Ferro - zang
- Cristiano Migliore - gitaar
- Marco Biazzi - gitaar
- Marco Coti Zelati - basgitaar, keyboard
- Christiano Mozzati - drums, percussie

## Productie
- Waldemar Sorychta - Producent, Mix, Techniek
- Dario Mollo - Techniek
- Media Logistics (Carsten Drescher) - Ontwerp, Opmaak
- Volker Beuhausen - Fotografie
- Marco Coti Zelati - Ontwerp